# 潘祖信
潘祖信（1889年—1962年1月），别号成之，又号诚之，男，湖北宜昌人（一说广东开平），祖籍江苏苏州，中国近代政治人物。

## 生平
潘祖信祖籍苏州东山潘家弄。早年毕业于湖北陆军特别小学堂、武昌陆军第三中学。1911年武昌起义爆发，他跟随学生军参加军事行动，随后进入武昌陆军中学学习，之后进入保定陆军军官学校第一期步兵科毕业。1914年11月，毕业分发湖北陆军服务。1917年护法革命时，任湖北陆军第二混成旅（旅长寇英杰）步兵第四团排长、连长等职，后任湖北陆军第师（师长寇英杰）步兵第一旅（旅长贺国光）步兵营营长、参谋等职。1925年10月，任吴佩孚十四讨贼联军鄂军（总司令萧耀南）第二混成旅（旅长夏斗寅）步兵第二团团长，率部参加与北伐国民革命军的作战。
1927年6月，出任国民革命军第一集团军（总司令蒋介石新编第十军（军长夏斗寅）司令部参谋处处长。1928年2月，任第一集团军第二军团（总指挥陈调元）第二十七军教导旅旅长。1928年8月，部队缩编后担任第三十九旅旅长等职。不久转任第三十七旅副旅长（旅长万耀煌），曾率部参加对唐生智部和桂系的作战，率部攻破蚌埠、徐州，并在攻占宿县后短暂担任宿县县长。1932年1月，任陆军第十三师（师长万耀煌）第三十七旅旅长，在山东战场参加中原大战，并迫使阎锡山部撤回山西。1934年，升任副师长，参与对湘鄂西边区及鄂豫皖边区红军的第三、第四次围剿战役。1935年4月18日，升任陆军少将军衔。同年10月，任陆军第二十五军第十三师副师长，不久被免职，转任军事委员会驻豫绥靖主任公署参谋处处长，兼任第二缓靖区司令部参谋处处长等职。1936年11月被授予四等云麾勋章。
抗日战争爆发后，潘祖信任第十补训处处长，在湖北训练新兵。不久，宜昌被侵华日军占领，补训处迁往湖北老河口，隶属第五战区司令李宗仁领导，他担任长官部高级参谋。1944年，担任襄樊警备司令部司令，晋升中将。因保释内弟、中共地下党员张一之出狱而被革职。之后受保定军校同窗、第二十二集团军总司令孙震邀请，担任顾问。1945年抗日战争结束后，出任湖北宜昌行政区公署代理专员等职。1946年7月退役经商。1948年任湖北省银行董事。中华人民共和国成立后，加入中国民主建国会组织。朝鲜战争期间，潘祖信通过民革组织，将自己武昌解放路100多平方米地块捐给国家。1955年肃反运动中被捕。1962年1月病故于狱中，时73岁。

## 家庭
潘祖信妻子张耀华为湖北宜昌人，毕业于湖北女子师范学校，曾任宜昌女子高级小学教务主任。两人育有二子二女：子潘志斌、潘仲英，女潘志勋、潘文彬。